# Daidzein
Daidzein (von jap. daidzu veraltet für daizu (大豆), „Sojabohne“) gehört zur Gruppe der natürlichen Isoflavone. 

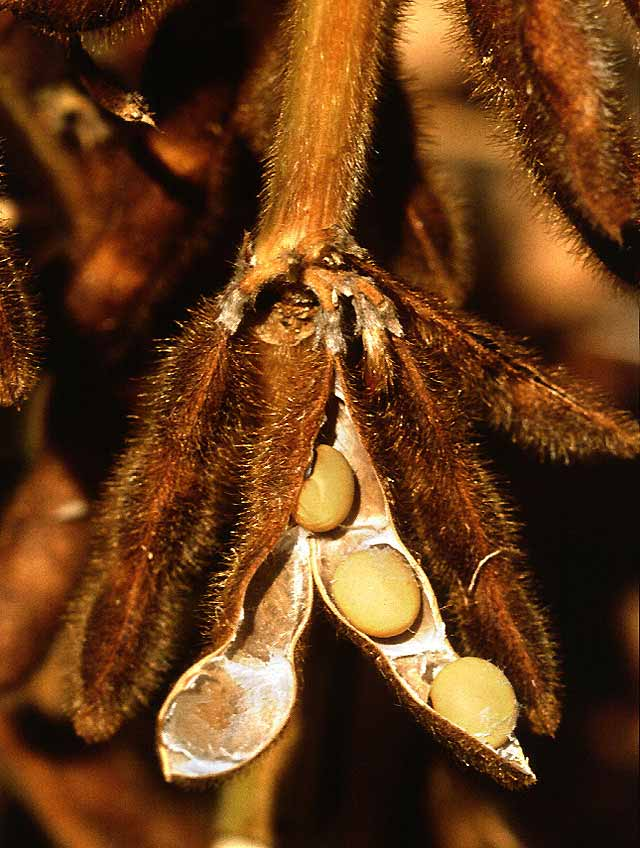
Sojabohne (Glycine max), reife Hülsen

Isoflavone wie Daidzein und Genistein werden in einer Reihe von Pflanzen gefunden, jedoch in erster Linie in Sojabohnen und Sojaprodukten wie Tofu und Sojafleisch. Sojaisoflavone sind eine Gruppe von Verbindungen, die sowohl in als auch isoliert von Sojabohnen gefunden werden.
Es gibt mehrere Hinweise darauf, dass Daidzein, ebenso wie ein anderes Isoflavon (Genistein), die Transkription des Enzyms Catechol-O-Methyltransferase (COMT) herunterfährt, die normalerweise Estradiol abbaut.